# ロストワード・オブ・ジェニー 失われたメッセージ
『ロストワード・オブ・ジェニー 失われたメッセージ』は、1987年3月25日にタカラ（現：タカラトミー）が発売したファミリーコンピュータ用ソフト。

## 概要
タカラが発売している人形「ジェニー」を主人公を題材としたゲームであるが、ゲーム内容は女の子向けのミニゲーム集などではなく、主人公のジェニーが悪の組織と戦うというアクションゲームである。女児向けのゲームというコンセプトで発売されたようだが、ジェニーが襲ってくるモンスターをキックやパンチで敵を倒したりと、原作の世界観から乖離した内容が目立っている。
なおゲームタイトルにもある「ロストワード」とは、ゲーム中のストーリーにおいてジェニーが主演するミュージカルのタイトルのことであり、説明書で伏せられた敵キャラクターの名前と共にエンディングで明かされる。これは発売当時、ゲームと連動したプレゼント企画が実施されていたことによるものである。ゲーム開始直後に挿入されるデモは、本編ストーリーと直接の関係はないが、「ロストワード」を示唆するものになっている。

## ストーリー
ジェニー主演のミュージカルショーが公演を迎えたある日のこと。大切な台本が悪のBB教団に盗まれてしまう。このままでは上演がままならないと、ジェニーは単身、台本を取り戻しにいくことを決意する。
ジェニーショップを出た彼女の下に、謎の中国人スパイ大策千が姿を現し、鍵の入った謎の黒封筒を託して去っていく。黒封筒がジェニーに渡ったと知ったBB団は、彼女を亡き者にしようと殺し屋を次々と差し向けるのだった。果たしてジェニーは台本を取り戻し、無事公演を迎えられるのだろうか。

## ゲーム内容
本作は探索要素を含んだステージクリア型の横スクロールアクションとなっており、6つのステージをクリアして全面クリアに必要なアイテムを探し当て、ミュージカル劇場の扉を開けて「ロストワード」を解き明かすことが目的となる。ライフ制と残機制の併用であり、ゲームオーバー後は最初からやり直しとなる。
ゲーム開始直後は見下ろし型マップ「ミステリータウン」からのステージとなり、マップ内に配置された各ステージの入り口からアクションステージに入ることができる。ただしどのステージから始まるかは完全なランダムであり、はずれのステージに入ろうとするとはずれのブザー音が鳴る。マップ内には敵が徘徊しており、接触するとダメージを受けるが、こちらからは一切攻撃できない。アクションステージ内ではキックとパンチで直接攻撃ができるほか、遠距離攻撃武器のスプレーが使用できる。スプレーはセレクトボタンで切り替えて使用し、個数が0になると使えなくなる。また、特定の手順を踏むことで隠し武器を入手することが可能で、取得ステージ限定でスプレーの代わりに無制限で遠距離攻撃を出せるようになる。
各ステージごとに特定の敵を倒すことで獲得できる「アルファベット文字」と「数字」が全面クリアに必要なキーワードとなるが、獲得したキーワードは任意に確認できないため、自分でメモをしておく必要がある（このことについては説明書に言及がない）。アクションステージをクリアするのに必要なアイテム「鍵」を入手した後に敵を倒し続けるとBGMが変化し、ステージ内に3つの扉が現れる。その内の1つが正解となっており、入ることで第2エリアにあたる「カウヘッドの魔宮」に続く。ここではボスであるカウヘッドを倒し、ゴール地点にいるフーマンチュンに占いをしてもらうことでステージクリアとなる。これを繰り返して必要なキーワードを集めてミュージカル劇場へいき、キーワードを入力して扉を開くことができればエンディングとなる。

## キャラクター
ジェニー
主人公。

### ザコキャラ
ポチ
ミステリータウンの犬。悪戯を好む。
ブラッキー
殺し屋。
チュウ
ネズミ。可愛い顔をしているが、性格は悪い。
バットロン
赤い蝙蝠。性格は目立ちたがり屋。
ドラキュラ伯爵
吸血鬼。若い女に目がない。
アイアンアーマー
鎧を装備しているキャラクター。太り気味で、減量中である。
ムース
幽霊。
説明書の敵キャラクター一覧で名前を伏せられているキャラクターで、前述のプレゼントキャンペーンの対象となっているモンスター。名前はエンドロールで判明する。
死神スケルトン
地獄からの使者。
マーミー
ミイラ男。趣味は風呂場で包帯を洗うこと。
バー/スー/デェイ
3兄弟の働き蟻。
クレオバトラ
魔女。老人だが、元気盛ん。
パンプキンマン
カボチャを被っている男。
スッパイダー
蜘蛛。
カマキリポット
蟷螂。暇なときに鎌を磨ぐ。
フロッグマン
フラワーランドの蛙。
マッケルブラザーズ
ガバッチョの部下。
黒髭ガバッチョ
海賊。
ミシシッピ
ワニ。
ピポ
宇宙に漂う不思議な土偶。
サラマンダー
宇宙最大のモンスターだが、カウヘッドに比べるとそれほど大きくない。
スダコン
火星人。好物はイカのくんせい。
ビービー教団
KKKのような服装をした世界最強の悪の集まり。
カウヘッド
必ずボスとして登場する地下の怪物。性格は欲求不満。ステージをクリアするごとにボス戦でカウヘッドの数が増える。
その他のキャラクター
フーマンチュン
カウヘッドの魔宮ステージクリア後に現れる、自称世界一の占い師。協和語口調で話す。その姿からBB教団の一味と思われるが関連は不明で敵対はせず、プレイヤーの運勢を占ってくれる。
大策千
ゲーム本編開始直後に登場するNPCキャラクター。腕利きの中国人のスパイで、劇場関係者が台本を取り戻すために雇ったスパイたちの中で唯一の生存者。鍵と１枚の紙が入った謎の封筒をジェニーに託して去っていった。

## スタッフ
- キャラクター・デザイン：バースデイ、I.SATOH
- ビジュアル・コーディネート：原裕朗、野中俊也
- パッケージ・アート：O.SAITOH、S.OHHASHI
- ゲーム・アドバイザー：S.SAITOH、かがたかし、T.KOHSAKA、H.KOBAYASHI、T.KIDO
- スペシャル・サンクス：JENNY TEAM
- プロデューサー：佐藤光

## 評価
- ゲーム誌『ファミコン通信』の「クロスレビュー」では合計20点（満40点）になっている[6]。

- ゲーム誌『ファミリーコンピュータMagazine』の読者投票による「ゲーム通信簿」での評価は以下の通りとなっており、14.65点（満30点）となっている[1]。

| 項目 | キャラクタ | 音楽 | 操作性 | 熱中度 | お買得度 | オリジナリティ | 総合  |
| 得点 | 2.58       | 2.53 | 2.45   | 2.36   | 2.24     | 2.49           | 14.65 |

- ゲーム誌『CONTINUE』では、「ジェニーちゃんが車にひき逃げされる! 銃で撃たれる! 宇宙漂流! このハードコアさ、どこが女児向けなのか」と評している[7]。